# بيرل أبيس
بيرل أبيس (بالإنجليزية: Pearl Abyss)‏ هي شركة ألعاب فيديو كورية جنوبية تأسست في 2010 اشتهرت بلعبة بلاك دزرت وباللعبة القادمة كريمزون دازرت.

## روابط خارجية
- الموقع الرسمي